# Umberto Losi
Umberto Losi, noto anche con lo pseudonimo di Cinello (Piacenza, 1928 – 1982), è stato un pittore italiano attivo nella seconda metà del Novecento, di stile surrealista, che partecipò a quella che venne definita la "Scuola del Fantastico di Piacenza".

## Vita
Cinello (così è generalmente conosciuto il pittore Umberto Losi) nacque a Piacenza il 19 maggio 1928 nel popolare quartiere del Cantone del Cristo in una famiglia di macellai per tradizione. Egli però si sentì attratto dalla pittura e così pur continuando a fare il garzone nella bottega paterna (era rimasto orfano di madre a quattro anni) si iscrisse prima all'Istituto d'Arte Gazzola di Piacenza dove ebbe come insegnante Alfredo Soressi, dal quale imparò non solo i primi rudimenti del disegno ma anche i metodi per la preparazione dei supporti e le tecniche di pittura tra cui l'encausto e la tempera all'uovo, che lui predilesse; e poi passò all'Accademia di Belle Arti di Bologna che frequentò discontinuamente senza finire il ciclo di studi, tanto che lui stesso si considerava un autodidatta.
Rimase però in rapporti d'amicizia col suo vecchio maestro Soressi il quale anzi, quando questi nel 1948 ebbe la commissione di un lotto di un centinaio di effigi "commerciali" di cavalli da vendere negli U.S.A, affidò a lui l'incarico di abbozzarne la maggior parte.
Terminato il periodo militare nell'Aeronautica a Taranto Cinello rientrò a Piacenza e sposò Carmen Moreno (che gli darà due figli) e si stabilirono, viste le ristrettezze economiche, in due stanzette in vicolo Valverde; tentò anche con un amico di avviare una produzione di tubi al neon a Cremona ma la cosa non funzionò e così si dedicò totalmente alla pittura.
Il debutto artistico di Cinello avvenne nel 1954, a ventisei anni, nella sua città natale, Piacenza, con una mostra nel Palazzo Gotico e l'anno dopo anche a livello nazionale esponendo alla Galleria delle Carrozze di Roma, e con una personale alla Galleria Schneider di Milano, e ancora a Milano partecipando nel 1955 e nel 1956 al Premio Graziano presso la Galleria del Naviglio di Carlo Cardazzo. Sempre in quell'anno una sua opera viene scelta per illustrare la copertina della rivista Esso, a tiratura nazionale, per ricordare il centenario del motore a scoppio. Alcuni anni dopo, nel 1958, partecipò alla Mostra Mercato d'Arte Internazionale a Palazzo Strozzi a Firenze e negli Stati Uniti alla Pittsburgh Carnegie International e alla Contemporary Italian Artists, quest'ultima presso la Nuova Italia Gallery di New York e, sempre in quegli anni, organizzò personali alla D'Alessio Gallery a New York e alla Henry Gallery ad Alexandria in Virginia.

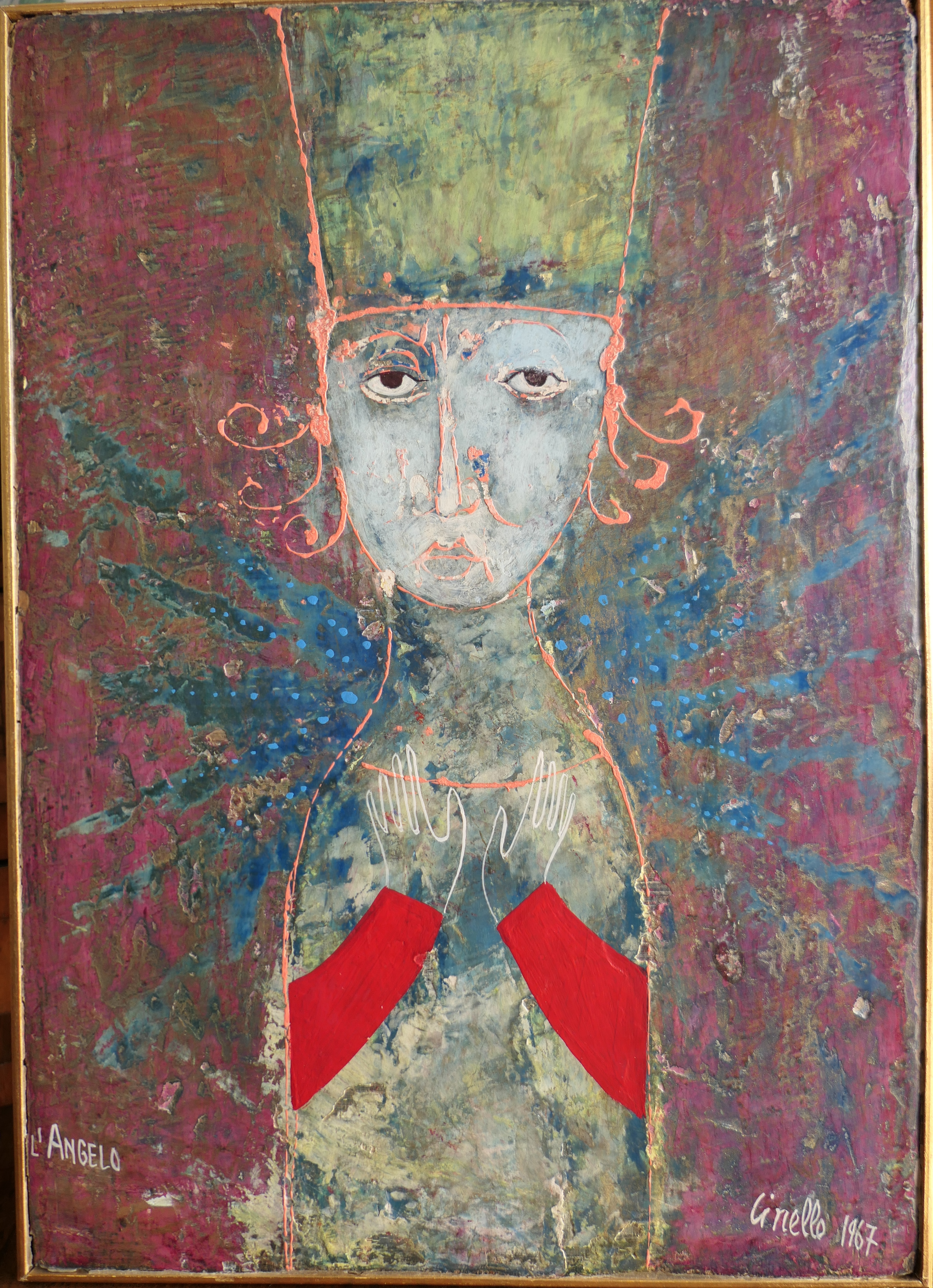
L'Angelo, 1967

Oltre a numerose mostre presso la Galleria Il Gotico di Piacenza, la città natale da cui non volle mai allontanarsi per troppo lungo tempo, e dove nel 1966 vinse il primo premio nella mostra nazionale dedicata alla Resistenza (e il Comune gli acquistò la tempera Personaggi che aveva vinto il premio e che è esposta nel salone del Municipio), Cinello in quello stesso anno nel febbraio prese parte alla III Mostra di Arte Contemporanea al Palazzo Reale di Milano  e nel giugno alla Mostra Internazionale d'Arte Premio del Fiorino a Palazzo Strozzi a Firenze; e purtroppo molti suoi dipinti andarono distrutti quando ci fu l'inondazione della città in quell'anno. E inoltre fu a Venezia alla Galleria S. Stefano, fu invitato al Premio Suzzara nel 1968, e poi a Novara (1970) e ripetutamente alla Galleria Arno di Firenze. Tenne sue esposizioni anche a San Francisco negli U.S.A. nel 1967 alla Union Court Gallery, e nei Paesi Bassi, nel 1971 alla Galleria Tardy di Enschede, dove prima di lui avevano esposto Dalì e Picasso, e nel 1980 al Museo Singer di Laren, che ricevette la visita della regina Beatrice e inoltre, su invito, all'Esposizione Internazionale biennale Enfant du Monde di Werbier in Svizzera. Nel 1972 esegue due cartelle di incisioni per le Edizioni del Cappello di Verona. Nel 1975 la Galleria Ricci Oddi di Piacenza acquista il suo dipinto Un organetto a New York, che raffigura un organetto sullo sfondo di alienanti grattacieli simboleggianti la solitudine degli abitanti nelle metropoli, e un elmetto militare  rovesciato che viene usato come orinatoio a rappresentare l'avversità alla guerra in Vietnam di quegli anni.
Cinello fece pure un'incursione nel mondo del cinema, con una piccola partecipazione in un film di Blasetti; e inoltre il suo quadro Le Quattro Stagioni ispirò il regista Otto Preminger che nel suo film Advise and Consent lo riprese in varie scene.
Di indole gioviale e socievole, Cinello fu anche un appassionato melomane, con una collezione di circa duemila incisioni, e presiedette per anni la Tampa Lirica di Piacenza e fu amico del tenore Gianni Poggi, suo concittadino, frequentandolo nei suoi soggiorni estivi in val Trebbia. L'ultima sua esposizione risale al 1980, a Piacenza, dove due anni dopo si spense, il 30 luglio 1982. Nell'estate del 2000 la sua città gli dedicò una mostra retrospettiva di risonanza nazionale nelle sale del Palazzo Farnese, e poi nel 2002 due suoi quadri sono presenti alla mostra nazionale Surrealismo padano a cura di Vittorio Sgarbi, che si tiene nei saloni del Palazzo Gotico di Piacenza. Nel 2022, a quarant'anni dalla scomparsa, gli è stata dedicata a Palazzo Galli un'altra grande mostra retrospettiva.

## Arte

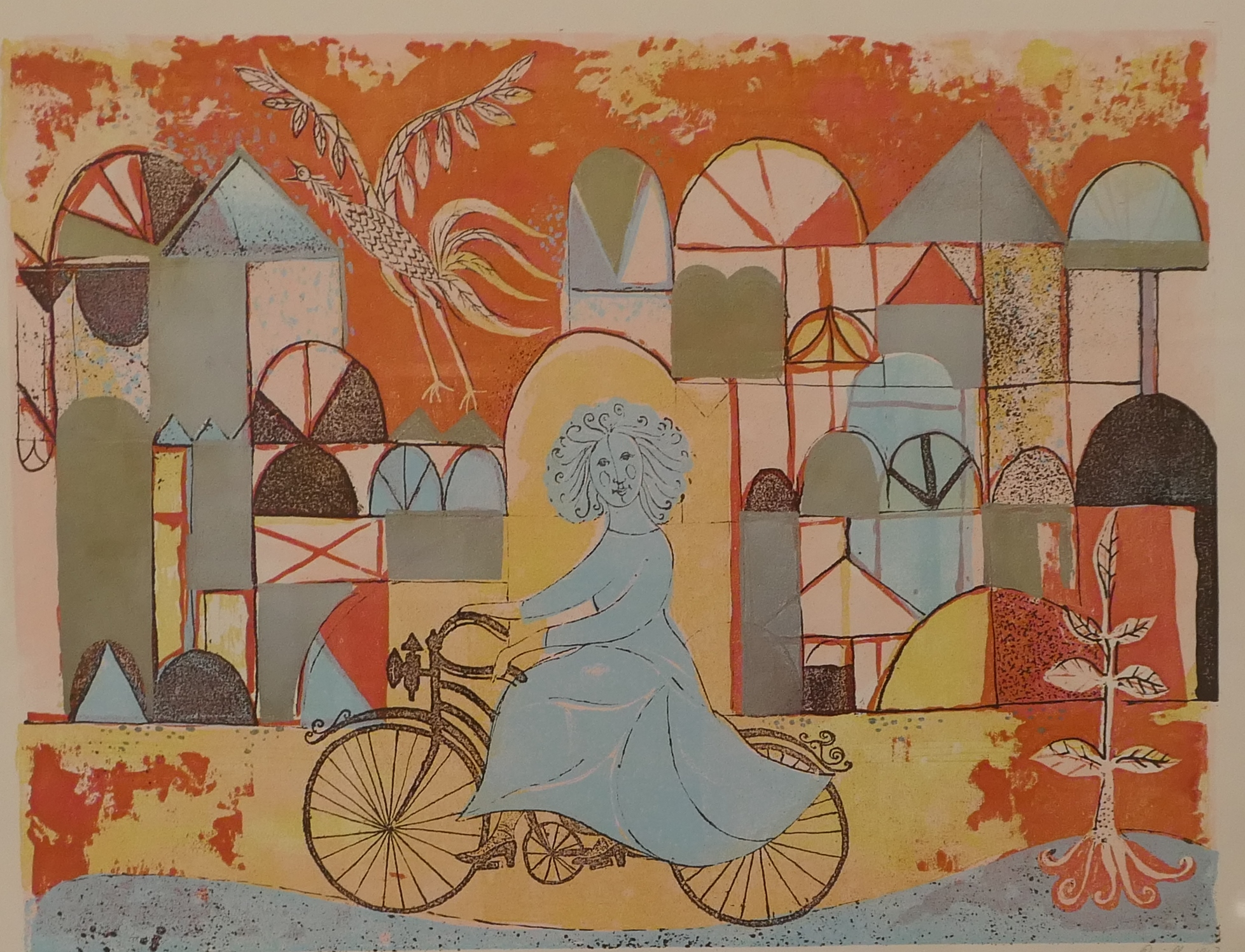
Donna in bicicletta, 1962

I dipinti di Cinello raffigurano un mondo incantato fatto soprattutto di donne-bambole, nude o discinte, "dalle facce maliziose e dalle nudità esibizioniste che svolgono evidentemente una professione imbarazzante" ma sono "più ironiche che sensuali" e con un "sottile felino erotismo", e poi di arlecchini e clown enigmatici, di pianisti e suonatori d'organetto, di angeli ieratici e strani diavoli, di improbabili cicliste o ambulanti gelataie sullo sfondo di città geometrizzate come le facciate delle case prospicienti i canali di Amsterdam, o come il profilo di una qualche misteriosa città araba. Il tutto con un costante rifiuto della prospettiva e della espressività dei volti, ma sempre con una tecnica accuratissima e una attenta scelta dei materiali pittorici. Da tutti i critici che hanno trattato il Surrealismo nella seconda metà del Novecento (in primis Vittorio Sgarbi) Cinello viene accomunato a Spazzali, Foppiani, Armodio, Bertè in quella che è stata definita la "Scuola del Fantastico di Piacenza", un gruppo di artisti che volendo smarcarsi dal consueto dualismo Figurativo - Astratto prevalente in Italia negli anni Cinquanta del Novecento intrapresero una nuova via, quella di rappresentare un mondo fantastico e surreale, coraggiosamente traendo lontana ispirazione da quanto andavano facendo De Chirico, Ernst, Magritte e, per quanto riguarda Cinello, soprattutto Rousseau e Klee. Nei dipinti di Cinello "scorre la sua irriverente fantasia che non sa il bene né il male, né il giorno o la notte, ma percorre con passo elegante e vivace la via dei sogni". Vittorio Sgarbi in Surrealismo padano osserva che "Cinello ha una sua personale e separata interpretazione del Surrealismo, preziosa, addirittura medioevale" e che "le sue prime opere possono riferirsi al Klee dei primi anni Venti, ma poi nelle opere successive emergono altre suggestioni: la pittura due-trecentesca, il simbolismo di Redon, le atmosfere favolistiche di Chagall. Cinello però riesce ad amalgamare questi riferimenti creando una pittura originale dalla dolce forza evocativa, preziosa e raffinata, in cui si sposano con maestria ricchezza decorativa e leggerezza fiabesca". Per Stefano Pronti la pittura di Cinello "è raffinatissima nelle esecuzioni grafiche e cromatiche che rievocano un gotico internazionale di spirito cortese, reinventato per essere contrapposto al disegno industriale e all'artificio che nell'era attuale ha sostituito l'arte".

## Riferimenti
- Laura Riccò Soprani[34], in Nuovissimo Dizionario Biografico Piacentino (1860-2000), Edizione della Banca di Piacenza -TEP s.r.l., Piacenza, 2018, pp. 286-288.

- Ferdinando Arisi[35], La pittura nel Novecento a Piacenza, Edizioni TI.PLE.CO, Piacenza, 2020, pp. 154-159. ISBN 9788832174229
- Ferdinando Arisi, La Galleria Ricci Oddi di Piacenza, Edizioni TI.PLE.CO, Piacenza, 1988, pp.323-324. ISBN 8879290800
- Vittorio Sgarbi, Surrealismo padano: da De Chirico a Foppiani 1915-1986, Skira Editore, Milano 2002, pp. 21 e 211; opere n° 104 e 105 alle pp. 113-114. ISBN 9788884912060

- Articoli su Libertà del 31 luglio 1982, p.6; del 29 agosto 1989, p.3; del 30 marzo 2000, p.22.
- Storia di Piacenza, vol. VI, Il Novecento (1946-2000), Edizioni TI.PLE.CO, Piacenza, 2003, pp. 1282-1283.
- Renzo Margonari[36], Il gioco visionario del sogno, Edizioni TI.PLE.CO, Piacenza, 2000, pp. 8-22.
- Gabriele Dadati e Stefano Fugazza[37], Il mito e altri luoghi del mito, Ediz. TI.PLE.CO, Piacenza, 2007.
- Gabriele Dadati e Stefano Fugazza, L'enigma della realtà, Edizioni TI.PLE.CO, Piacenza, 2008.
- Vittorio Sgarbi (a cura di), Cinello, un sottile, felino erotismo, stampato da Litoquik per Banca di Piacenza, 2022.
- Stefano Pronti[33] (a cura di), Gustavo Foppiani e gli artisti piacentini del Fantastico, Edizioni TI.PLE.CO, Piacenza, 2006, pp. 34-37 e 92-95.